# 霧の乙女号

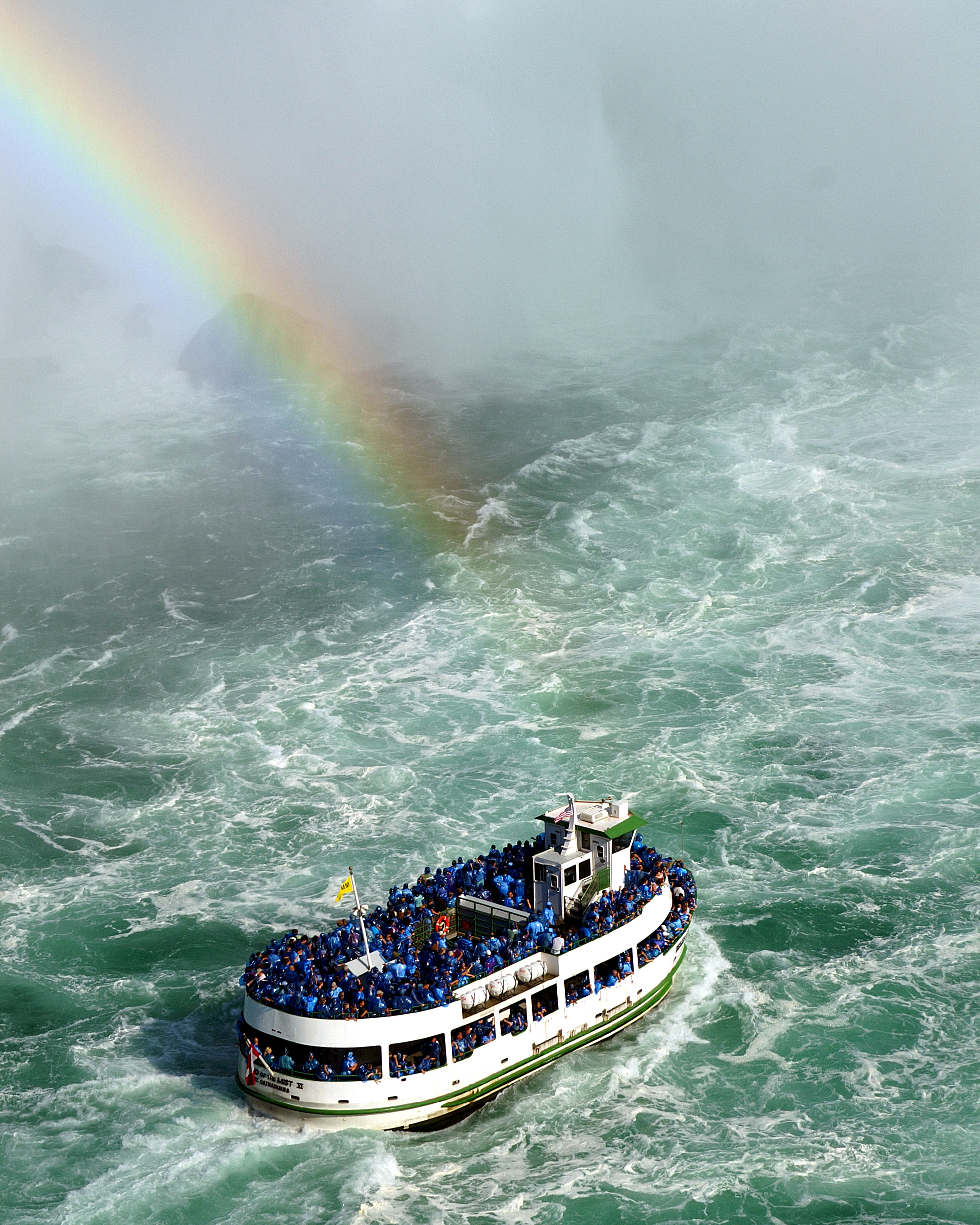
霧の乙女号

霧の乙女号（きりのおとめごう、英: Maid of the Mist）は、ナイアガラの滝を遊覧する観光船である。
遊覧船はレインボーブリッジの近く、ナイアガラ川の流れが緩やかになる場所から出発し、アメリカ滝、ブライダルベール滝の横を抜けて、カナダ滝の水煙が巻き上がる滝つぼまでを行き来する。船はカナダ側、アメリカ側のどちらからでも出ており、それぞれの出発地点と同じ場所に戻る。
アメリカ側から来た乗客には霧の乙女号の青いポンチョが、カナダ側から来た乗客には赤いポンチョが配られる。

## 歴史
1846年に霧の乙女号はカナダ側とアメリカ側とを結ぶフェリー船として運航を開始した。しかし、1848年、下流にワールプール・ラピッド・ブリッジができたことにより乗客を失い、1854年に、観光客向けの遊覧船として再スタートを切る。
財政難と南北戦争のため、1860年に船はモントリオールの会社に売却され、公式には1893年までサービスが続けられることはなかった。1893年に新しい船が二隻が建造され、霧の乙女号蒸気船会社「Maid of the Mist Steamboat Company」の名のもと、新しいパートナーシップが結ばれた。この船は川の下流で運航していたが、1955年4月22日に事故が起きたことで、現在見られるタイプの船へと置き換えられた。
1960年7月9日、7歳の男の子だったロジャー・ウッドワードがカナダ滝から転落し、ライフジャケット以外を身に付けずに助かった最初の人となる。このときにこの子どもを救助したのが乙女号 IIで、船は1983年まで運航された。その後、アマゾン川で数年使われていた。
1894年から1991年までアメリカ側では、崖から船着場への行き来はインクラインが使われていたが、観光客が増え始めた1990年代にあたる1991年にエレベーター4台へと置き替わった。

## 期間
運航期間は、4月中旬から例年10月24日まで。運航開始日は春先、エリー湖から流れてくる氷が流れきってから、が目安になるため、毎年異なる。

## 著名な乗客
- 1860年 - プリンス・オブ・ウェールズ （のちのエドワード7世）
- 1901年 - セオドア・ルーズベルト （第26代アメリカ合衆国大統領）
- 1949年 - ジャワハルラール・ネルー （インドの首相）
- 1952年 - マリリン・モンロー （アメリカ女優）
- 1991年 - ダイアナ妃、ウィリアム王子、ヘンリー王子 （イギリス王室）

## 保有船

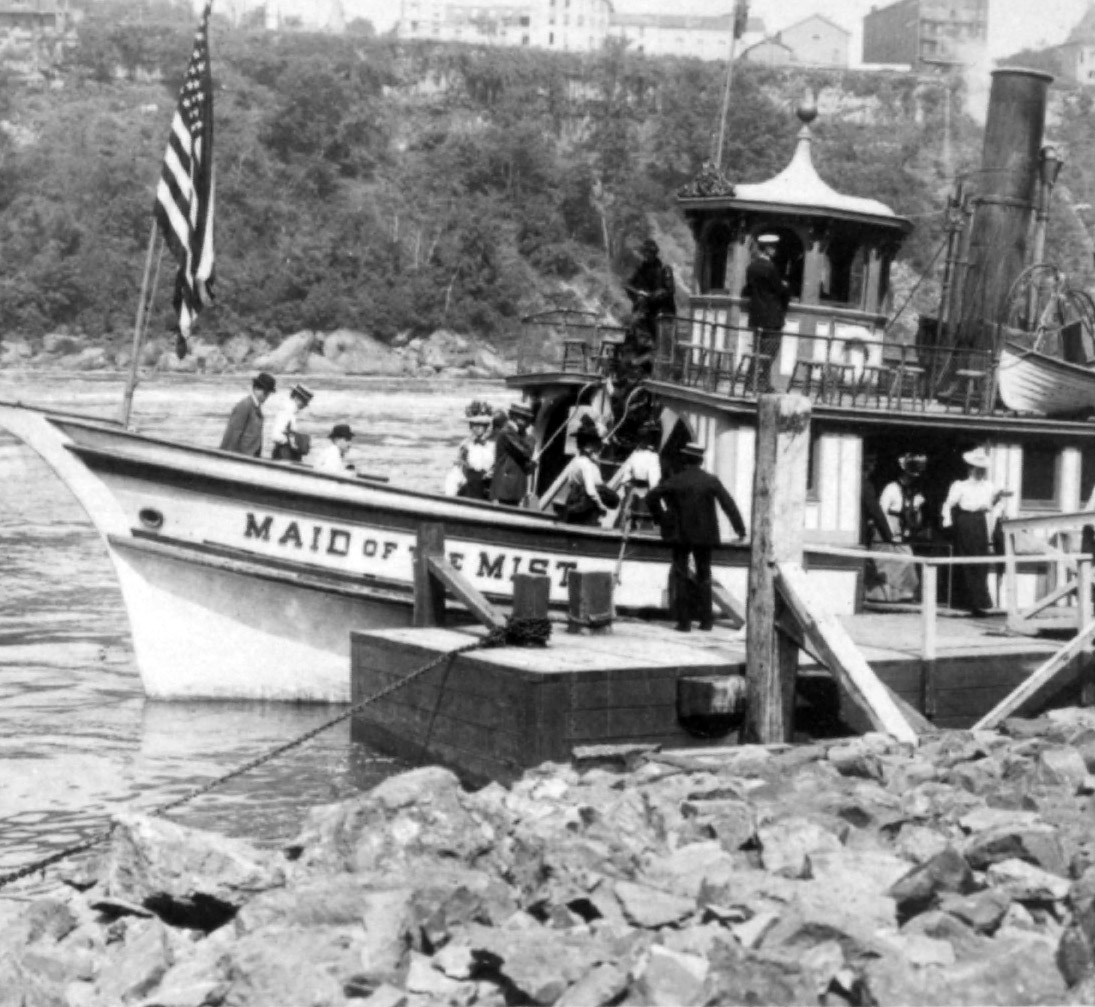
1901年頃の霧の乙女号 I

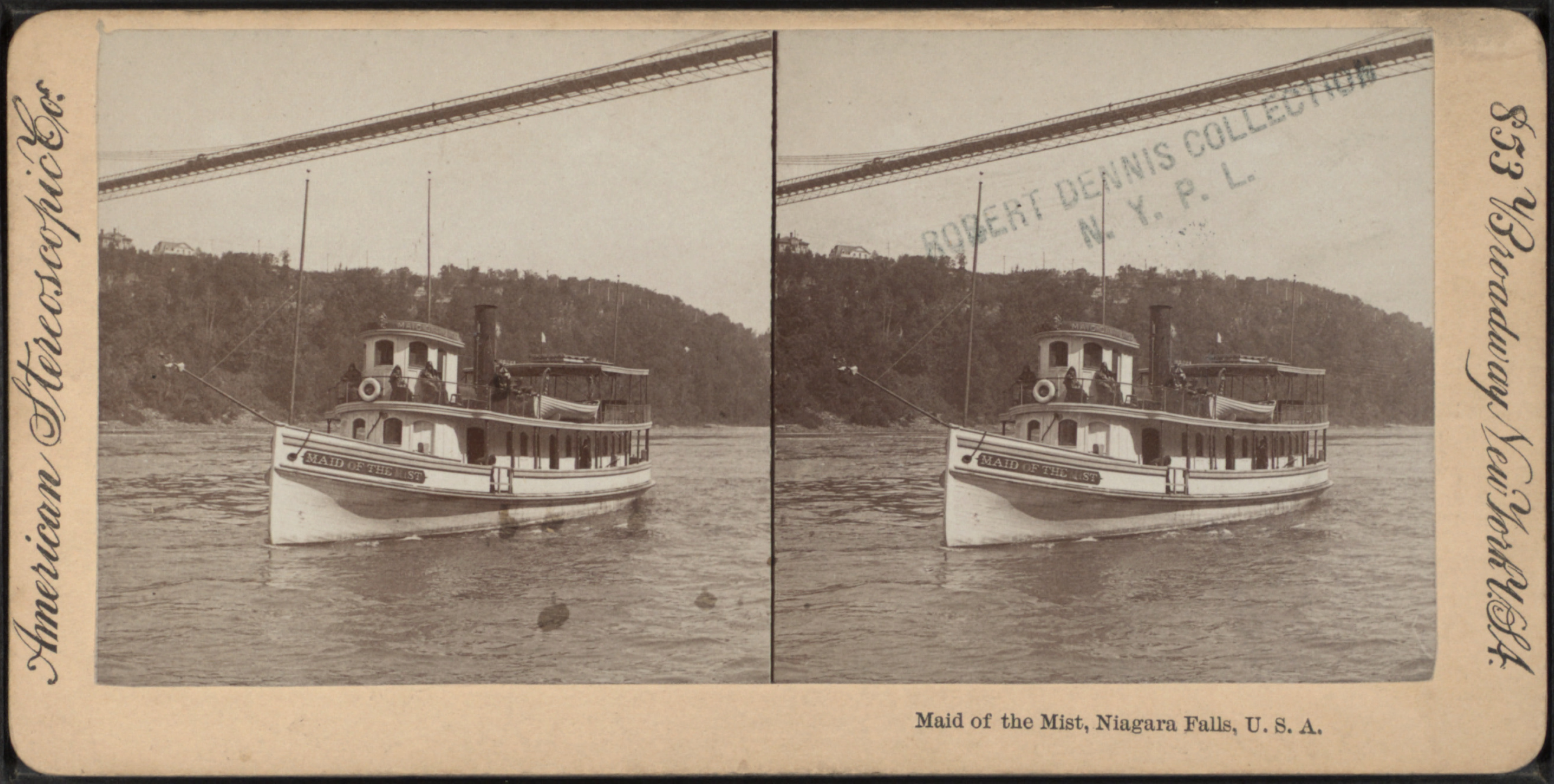
1896–1906年頃の霧の乙女号 IIの立体視

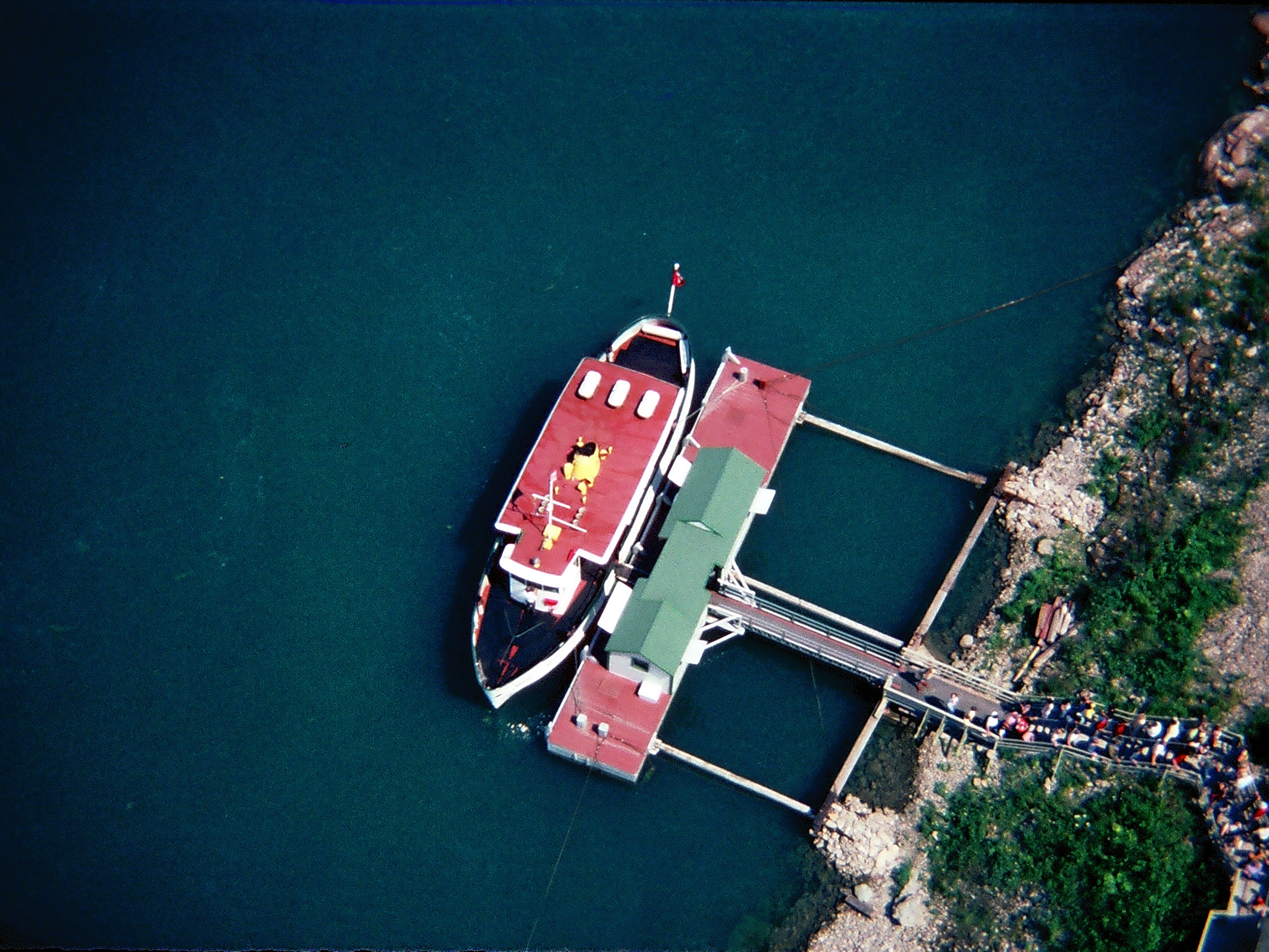
1976年、接岸する霧の乙女号

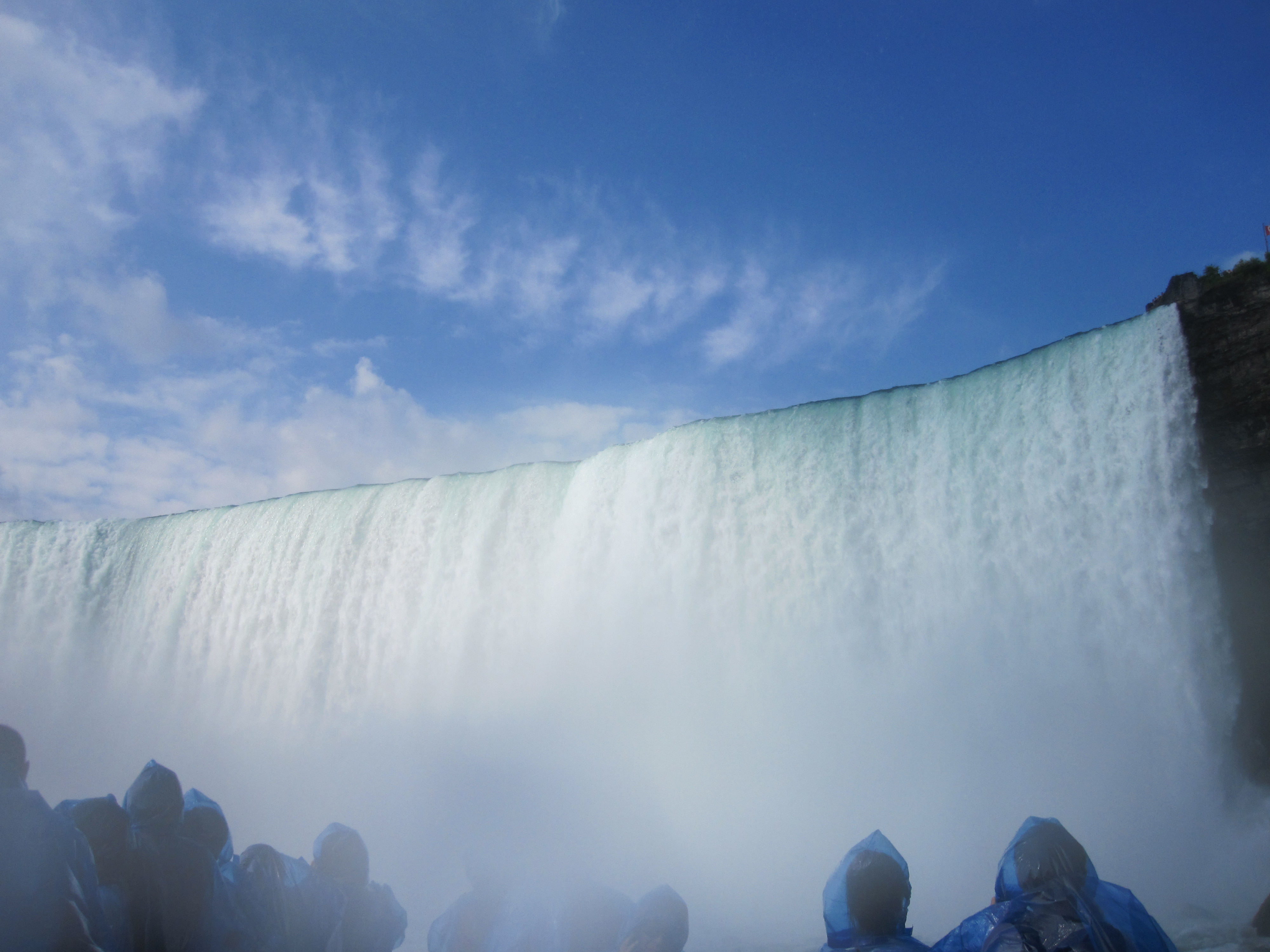
霧の乙女号から臨むナイアガラの滝

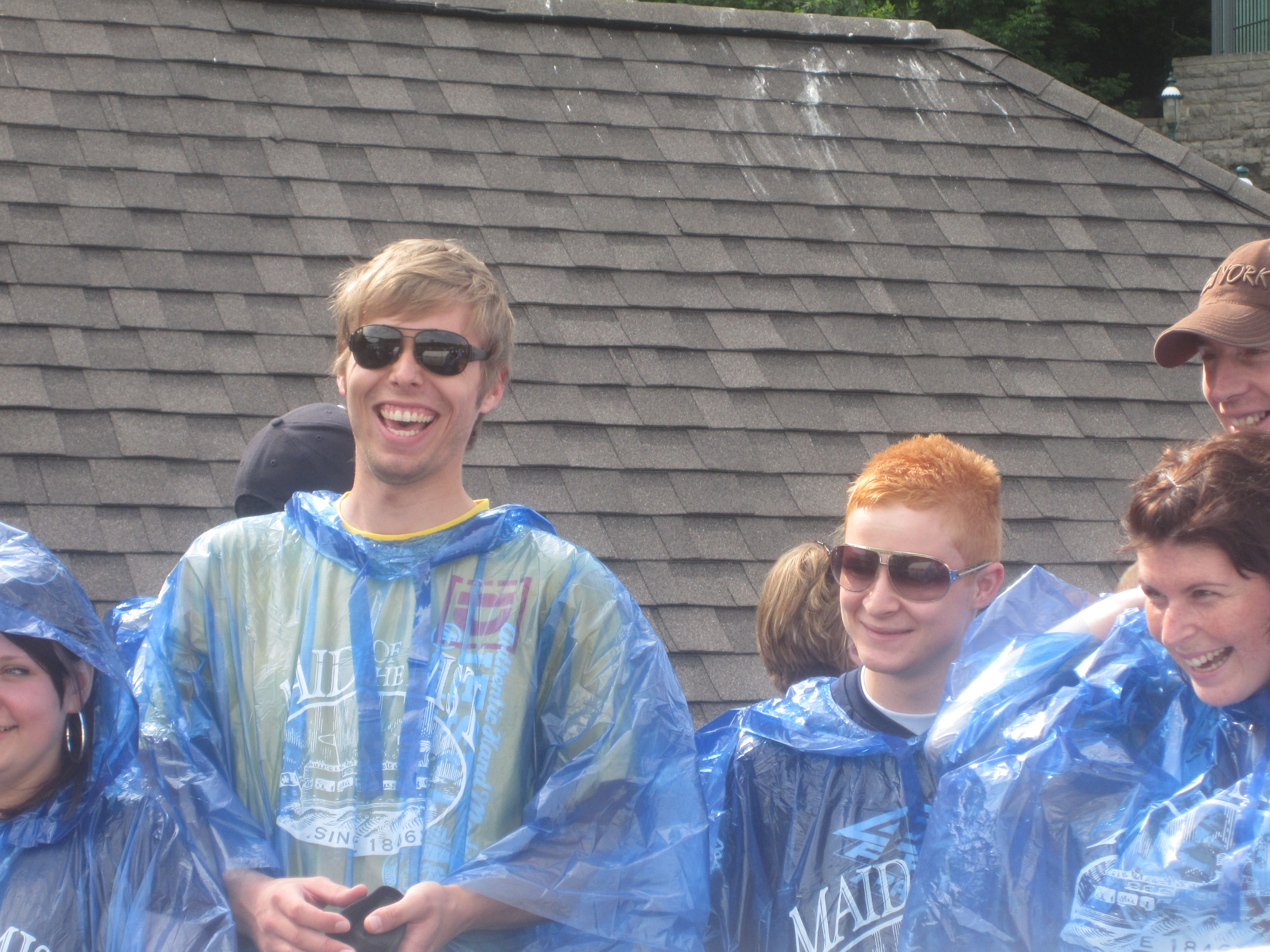
霧の乙女号の観光客。瀑布の噴霧対策として、レインコートを着用している。

観光船の名前はローマ数字が霧の乙女号の名の後ろに付けられている。現在の保有数は4隻。
霧の乙女号 I
- 年数：　1846～1854年
- タイプ：　二段式蒸気船フェリー
- 動力エンジン：　外輪一つ（側外車）

霧の乙女号 I
- 年数：　1854～1860年
- 全長：　72 ft
- タイプ：　一段式蒸気船
- 動力エンジン：　ペダル式（外輪船）

霧の乙女号 I
- 年数：　1885～1955年
- タイプ：　蒸気船
- 動力エンジン：　N/A

霧の乙女号 II
- 年数：　1892～1955年
- タイプ：白いオークの蒸気船
- 動力エンジン：蒸気エンジン二つ

霧の乙女号 I
- 年数：　1955～1990年
- タイプ：　蒸気船
- 全長：　66ft
- 動力エンジン：　200hp ディーゼルエンジン
- 定員数：　101名

霧の乙女号 II
- 年数：　1956～1983年
- タイプ：　上記霧の乙女号 Iと同型
- 動力エンジン：　200hp ディーゼルエンジン
- 定員数：　101名

霧の乙女号 III
- 年数：　1972～1997年
- 全長：　65ft
- 動力エンジン：　250hp ディーゼルエンジン
- 定員数：　210名

霧の乙女号 IV
- 年数：　1976年～現在
- 全長：　72ft
- 重量：　74t
- 動力エンジン：　250hp ディーゼルエンジン二つ
- 定員数：　300名

霧の乙女号 V
- 年数：　1983年～現在
- 全長：　72ft
- 重量：　74t
- 動力エンジン：　250hp ディーゼルエンジン二つ
- 定員数：　300名

霧の乙女号 VI
- 年数：　1990年～現在
- 全長：　80ft
- 重量：　145t
- 動力エンジン：　350hp ディーゼルエンジン二つ
- 定員数：　600名

霧の乙女号 VII
- 年数：　1997年～現在（VIと同型）
- 全長：　80ft
- 重量：　145t
- 動力エンジン：　350hp ディーゼルエンジン二つ
- 定員数：　600名

小さな乙女号
- 小型船

## 映画
霧の乙女号が撮影されている主な映画。
- ブルース・オールマイティ （ジム・キャリー出演）
- スーパーマン2－冒険編 （クリストファー・リーヴ出演）